# Rikken Teiseitō
Die Rikken Teiseitō (japanisch 立憲帝政党, dt. etwa „Konstitutionelle Partei für kaiserliche Herrschaft“; engl. unter anderem Constitutional Imperial Rule Party, Constitutional Imperial Government Party, Constitutional Imperial Party) war eine kurzlebige politische Partei im Japanischen Kaiserreich in der frühen Meiji-Zeit.

## Geschichte
Fukuchi Gen’ichiro von der Zeitung „Tōkyō Nichi Nichi Shimbun“ (東京日日新聞), Maruyama Sakura (丸山 作楽; 1840–1899) von der Zeitung „Meiji Nippō“ (明治日報) und Mizuno Torajirō (水野 寅次郎; 1854–1909) von der Zeitung „Tōyō Shimpō“ (東洋新報) bildeten 18. März 1882, unterstützt von dem Politiker Tani Tateki (谷 干城; 1837–1911), in Absprache mit den Führern der Regierung den Kern einer neuen Gruppierung. Sie vertraten eine Tennō-betonte Verfassung und bekämpften in ihren Zeitungen die Liberale Partei und die Konstitutionelle Reformerpartei. Sie versuchten konservativen Kräften, die ehemaligen lokalen Samurai und deren Mitarbeiter, Priester der Schreine und Tempel sowie wohlhabenden Bauern zu gewinnen.
Sie wurden die „Drei-Personen-Partei“ genannt. Obwohl sie organisatorisch schwach waren, konnten sie aber an verschiedenen Orten ähnliche politische Parteien, wie Kumamotos „Shimeikai“ (紫溟会) und Kōchis „Kōyō rikken seitō“ (高陽立憲政党) für sich gewinnen. Mit weiteren politischen Organisationen an verschiedenen Orten wandte man sich gegen die Freiheits- und Volksrechtsbewegung.
Im Oktober 1882 fand in Kyōto ein großes Treffen der an dieser Richtung Interessierten statt: 310 Personen aus 27 Präfekturen kamen zusammen. Fukuchi und seine Mitstreiter strebten eine direkte Beteiligung an der Regierung an, aber die Regierung ging nicht direkt darauf ein, verhielt sich hinhaltend. Da die Partei ihr Ziel nicht erreichen konnte, löste sie sich am 24. September 1883 auf.